# محمد بن صالح الحماد
الفريق محمد بن صالح الحماد (ت. 1431ھ / 2010م) ضابط معلم وقائد عسكري سعودي؛ شغل رئاسة الأركان العامة منذ مطلع عام 1980 خلفا للفريق عثمان آل حميد، واستمر في هذا المنصب إلى عام 1996، عندما تمت إحالته إلى التقاعد من الخدمة العسكرية وتعيينه مساعداً لوزير الدفاع والطيران والمفتش العام، للشؤون العسكرية.